# Anna (serie de televisión)
Anna (en coreano, 안나) es una serie de televisión surcoreana de suspense psicológico escrita y dirigida por Lee Joo-young, y protagonizada por Suzy, Jung Eun-chae, Kim Jun-han y Park Ye-young. La primera versión de Anna, de seis episodios, se emitió en la plataforma Coupang Play desde el 24 de junio hasta el 8 de julio de 2022, los viernes a las 20:00 horas (hora local coreana), mientras que una segunda versión de ocho episodios se emitió en agosto del mismo año. También está disponible en la plataforma Prime Video para algunos países del mundo.

## Sinopsis
Anna gira en torno a una mujer llamada Lee Yu-mi, quien pierde su verdadera identidad después de vivir como otra persona debido a algunas mentiras que inventó: su nombre, su familia, su educación y su pasado. Así toma el nombre de An-na, se convierte después en profesora universitaria, y decide casarse por interés con un ambicioso empresario.

## Reparto
- Suzy como Lee Yu-mi / Lee An-na, una mujer que pierde su verdadera identidad después de vivir como otra persona debido a una mentira.[6]
- Jung Eun-chae como Lee Hyun-joo, la exjefa de Yu-mi; nacida en una familia adinerada, dirige una galería propiedad de su padre donde Yu-mi era empleada temporal.[7][8]
- Kim Jun-han como Choi Ji-hoon, el esposo de Yu-mi, un hombre ambicioso que ha elegido casarse sin amor con Yu-mi. Es el director ejecutivo de una empresa de riesgo prometedora, su propio negocio que comenzó a una edad temprana.[9]
- Park Ye-young como Han Ji-won, la única confidente de Yu-mi. Es amable, altruista y sincera con todos, es una estudiante de último año en el departamento editorial de una revista de la escuela universitaria.[10]
- Choi Yong-jin como Lee Sang-ho, el padre de Yu-mi, trabaja como sastre.
- Huh Hyung-kyu como Kang Jae-ho, un compañero de clase y novio de Yu-mi, con el que esta salió mientras fingía ser una estudiante universitaria.[11]
- Kim Jung-young como Yun Hong-ju, la madre sorda de Yu-mi.[12]
- Kim Soo-jin como la jefa Kim, la directora de la galería de arte.[13][14]
- Woo Ji-hyun como Kim Sun-wu, excolega de Yu-Mi, es el chef más joven del restaurante propiedad de Hyun-Joo.[15]
- Baek Ji-won como la madre de Hyun-Joo, directora de la galería donde trabajaba Yu-mi.[16]
- Oh Man-seok como el señor Lee, padre de Hyun-joo y propietario de la galería donde trabajaba Yu-mi.[17]
- Yoon Ji-min como la profesora Yun So-young.[5]
- Choo Gwi-jung como la madre de Jae-ho.
- Jang Ha-eun como Na Rae, una estudiante de la Universidad Yale.[18]
- Lee Je-yeon como profesor de música, en el origen del incidente a partir del cual nace la mentira de Yu-mi.[19]
- Park Soo-yeon como la secretaria Choi Yu-mi.[20]

## Producción
Anna se había concebido originalmente como una película, pero después se cambió el formato a serie de ocho episodios. El rodaje de la serie comenzó el 15 de octubre de 2021, y se concluyó seis meses después, el 23 de marzo de 2022. El 21 de junio se presentó la serie a la prensa en el hotel Conrad de Seúl, con la asistencia de la protagonista Suzy y otros miembros del reparto.

### Controversias y doble versión
El 2 de agosto de 2022, la directora Lee Joo-young acusó a través de sus abogados a Coupang Play de realizar ediciones importantes de la serie sin su consentimiento: «Coupang Play me excluyó como directora y editó unilateralmente Anna y la lanzó al público [...] No solo se cortó la duración del programa, sino que también se manipuló la estructura y el orden de las escenas, lo que interfirió con la narrativa, la filmación, la edición y la intención del programa». Pidió que quitara su nombre de la sección de créditos como directora y escritora de la obra, sin obtener una respuesta positiva. Aunque la versión final de la serie presentada por Lee constaba de ocho episodios (45 a 61 minutos por episodio), la serie que se estrenó el 24 de julio constaba solo de seis (45 a 63 minutos por episodio).
Un día después, Coupang Play alegó en un comunicado que la versión de la directora «se volvió significativamente diferente de lo que se acordó inicialmente con nosotros», y que cuando solicitaron varias veces editar para respetar lo estipulado, aquella lo rechazó. «Con el consentimiento del productor y de acuerdo con los derechos estipulados en el contrato, Coupang Play editó el trabajo para que coincidiera con la intención de producción original». Sin embargo, para demostrar que aún «respeta la dirección de edición del director», Coupang Play agregó que lanzará la versión de la directora de la serie, lanzando los ocho episodios de Anna en algún momento de agosto.
Ese mismo día, replicó la directora que lamentaba «la declaración [de Coupang Play] que es diferente de los hechos, y la directora nunca recibió una solicitud específica de corrección, ni se negó a hacerlo [...] Ni la directora Lee Joo-young ni el editor Kim Jung-hoon recibieron ningún documento que contenga opiniones de Coupang Play o de la productora». También Kim Jung-hoon pidió que se retirara su nombre de los créditos.

## Premios y nominaciones
| Año  | Premio                | Categoría                                        | Candidato     | Resultado | Ref.          |
| ---- | --------------------- | ------------------------------------------------ | ------------- | --------- | ------------- |
| 2022 | 8th APAN Star Awards  | Premio a la gran excelencia, actriz en serie web | Suzy          | Nominada  | [ 28 ] [ 29 ] |
| 2022 | 8th APAN Star Awards  | Premio a la excelencia, actriz en serie web      | Jung Eun-chae | Nominada  | [ 28 ] [ 29 ] |
| 2022 | 8th APAN Star Awards  | Mejor actriz de reparto                          | Baek Ji-won   | Ganadora  | [ 30 ]        |
| 2022 | Grand Bell Awards     | Mejor director de cine de serie                  | Lee Joo-young | Ganadora  | [ 31 ]        |
| 2023 | Director's Cut Awards | Mejor actriz en televisión                       | Suzy          | Ganadora  | [ 32 ]        |
| 2023 | Director's Cut Awards | Mejor actriz revelación en televisión            | Park Ye-young | Ganadora  | [ 32 ]        |